# Mateo Garralda
Mateo Garralda, španski rokometaš, * 1. december 1969, Burlada.
Leta 1996 je na poletnih olimpijskih igrah v Atlanti v sestavi švedske reprezentance osvojil bronasto olimpijsko medaljo; uspeh je ponovil še leta 2000. Udeležil se je še iger leta 1992 (5. mesto) in iger leta 2004 (7. mesto).